# Ormosia jamaicensis
Ormosia jamaicensis is een plantensoort uit de vlinderbloemenfamilie. De plant is endemisch in Jamaica. De soort wordt met uitsterven bedreigd.
... · 
O. coccinea · 
O. cruenta · 
O. gracilis · 
O. grandistipulata · 
O. hosiei · 
O. howii · 
O. jamaicensis · 
O. panamensis · 
O. polita · 
...